# 조돈 (고려)
조돈(趙暾, 1307년 ~ 1380년)은 고려 말기의 문신이다. 용진(龍津) 사람으로 공민왕 5년(1356년) 공민왕의 쌍성 수복에 호응하여 공을 세웠으며, 홍건적의 난 때에 안동으로 몽진한 공민왕을 호위하였다. 처음 이름은 우(祐)이며, 본관은 한양(漢陽)이다.

## 생애
고려 사람이었던 조휘(趙暉)의 손자로, 고종(高宗) 무오년(1258년) 조휘가 쌍성(雙城) 등지에서 군사를 일으켜 원(元)에 내부한 뒤 쌍성총관부가 설치되어 화주(和州) 이북 지역이 원의 지배하에 놓이게 되었다. 
조돈은 대대로 용진(龍津)에서 살았고, 약관의 나이도 안되어 충숙왕(忠肅王)을 섬겼는데, 당시 고려의 향리(鄕吏)와 백성들이 여진(女眞)의 경내인 홍긍(洪肯) · 삼철(三撤) · 독로올(禿魯兀) · 해양(海陽) 등지로 도망쳐 들어가곤 하던 것을 왕명으로 해양까지 가서 60여 호를 추쇄해 왔으며, 뒤에 다시 해양에 가서 100여 호를 추쇄하여 돌아왔고 이 공으로 구마(廐馬)와 능단(綾段)을 하사하였고 곧이어 좌우위호군(左右衛護軍)에 임명하였다. 충숙왕이 승하한 뒤에 조돈은 용진으로 돌아갔다.
공민왕(恭愍王) 5년(1356년)에 고려는 원의 지배하에 들게 된 북방의 옛 땅을 수복하고자 밀직부사(密直副使) 유인우(柳仁雨)를 동북면병마사(東北面兵馬使)로 삼고 대호군(大護軍) 공천보(貢天甫), 종부령(宗簿令) 김원봉(金元鳳)을 병마부사로 삼아 강릉도존무사(江陵道存撫使) 이인임(李仁任)과 함께 출정하게 하였다. 당시 쌍성총관은 조돈의 조카인 조소생(趙小生)이었다.
고려군이 철령(鐵嶺)을 지나 쌍성의 치소인 화주(和州)과 200여 리 거리인 등주(登州)에 머무르고 있다는 소식을 들은 조소생은 천호(千戶) 탁도경(卓都卿)과 함께 수비할 계책을 세우면서 한편으로 숙부인 조돈을 불러, 그가 도착하자 "숙부가 고려에서 벼슬하면서 여러 왕들로부터 총애를 받았는데, 오늘 숙부께서 남쪽 고려로 향하시면 쌍성 땅 12개 성 중에 누가 우리를 따르겠습니까?"라며 탁도경과 함께 심복 가운데 용감한 자 30명을 뽑아 조돈을 호위한다는 명목으로 그를 구금하였다. 이때 이인임은 유인우에게 조돈을 설득하면 쌍성을 평정할 수 있을 것이라고 말하였고, 유인우가 이에 밀랍으로 글을 써서 조돈에게 보냈는데, 조돈은 그 글을 보고 기회를 엿보았지만 틈이 나오지 않고 있었다. 이때 조돈은 같은 쌍성 사람으로 자신과는 어렸을 때부터 교유하였으며 당시에는 조소생의 참모로 있던 백호(百戶) 조도치(趙都赤)에게 "지금 두 녀석(조소생, 탁도경)이 조정(고려)의 명령을 거역한 것은 그대를 복심(腹心)으로 삼고 있기 때문이다. 그대는 본래 고려 사람이고 그대의 선조는 우리 선조와 함께 모두 한양에서 왔는데, 지금 본국을 배반하고 역적 녀석을 따르다니, 도대체 무슨 마음인가? 역리(逆理)를 버리고 순리(順理)를 따르며 위험을 버리고 편안함을 취하면 공명과 부귀를 얻을 것이로다. 지금이 바로 그때이니 그대는 이 일을 도모하게."라며 설득했고, 조도적은 이에 하늘을 가리키며 "숙부가 저를 살렸습니다. 공(公)께서 먼저 하시면 제가 따를 것입니다."라고 하였다고 한다. 이에 조돈이 기뻐하며 동생 조천주(趙天柱)와 함께 앞장서서 달려 나와 삼기강(三岐江)을 건넜는데, 이때 기병 100여 명이 강가까지 추격해 왔으나 잡지 못하였다.
조돈은 용진에 이르러 집안사람들에게 부인(夫人)을 따라 바다를 건너 나와 등주에서 만나자고 약속한 다음, 자신의 아들 네 사람을 데리고 하룻밤에 200리를 달려 날이 밝아올 적에 등주에 있는 유인우의 진영에 나아가, 쌍성을 지키고 있는 조소생과 탁도경은 곧 힘이 다해서 북쪽으로 달아날 것이며, 자신의 아들 조인벽을 보내어 쌍성 사람들을 회유할 것을 진언하였다. 유인우도 이에 동의하여 조인벽을 지통주사(知通州事) 장천핵(張天翮)과 함께 보내어 회유하게 하였는데, 쌍성 사람들은 조인벽이 온다는 소식을 듣고 기뻐하면서 서로 말하기를 "조 별장(別將)이 왔으니 우리들은 다시 살았다."라고 하였으며, 잇따라 와서 고려군에 항복하였다. 한편 유인우가 등주에 머무르며 열흘 동안을 지체하고 있다는 소식을 들은 공민왕은 또 다른 쌍성의 천호인 이자춘에게 소부윤 관직을 내리고 고려군에 내응할 것을 지시하였으며, 이자춘도 고려군의 내응 요구에 응하여 유인우에게 병사를 보냈다. 고려군은 쌍성총관부를 공격하여 파괴하고, 동북면은 99년만에 고려의 영토로 회복되었다. 조소생과 탁도경은 부인과 자식을 버리고 도망가서 이판령(伊板嶺) 북쪽 입석(立石) 땅으로 들어갔다. 조돈이 개경으로 들어오자 공민왕은 그에게 예빈경(禮賓卿)을 제수하고 개경에 저택을 하사하였으며, 공민왕 6년(1357년)에 태복경(太僕卿)으로 옮겼다.
그러나 단주(端州) 이북 주민들이 항복하는 과정에서 유인우가 재물을 탐내어 살육을 자행하고, 조도치가 공민왕으로부터 호군(護軍)에 동북면천호(東北面千戶)로 임명된 것을 시기하여 죽였으며, 유인우의 휘하에 있던 장천책은 죄 없는 이를 함부로 죽이고 개인의 재산을 약탈하며 다른 사람의 처첩을 빼앗는 등의 행패를 저질러 북방 주민들이 원망하며 고려에 귀부하려던 마음을 접기도 했다고 한다. 한편 조소생과 탁도경은 쌍성이 고려에 점령된 뒤에 여진 땅에 숨었다가 형세가 궁해져 항복하고자 했지만, 조도치가 죽는 것을 보고 고려국왕의 옥새(玉璽)로 자신들의 목숨을 보장한다는 문서를 받기 전에는 항복하지 않겠다고 했고, 이에 고려 조정은 공민왕 8년(1359년)에 조돈에게 새서를 주어 효유하였다. 조돈이 등주에서 바닷길로 반달 만에 해양(海陽)에 이르러 공민왕의 옥새가 찍혀 있는 문서를 내려주었고, 조소생 등이 조돈을 따라 입조하려고 했다가 다시 다른 마음을 품고 갑옷을 입고 기다렸으며, 조돈도 곧 배를 타고 돌아왔다.
홍건적(紅巾賊)이 서경(西京)을 함락하자, 지병마사(知兵馬事)로써 안우(安祐) 휘하에 있으면서 홍건적을 격퇴시켰다. 공민왕 9년(1360년)에 판사농시사(判司農寺事)에 임명되었다. 공민왕 10년(1361년)에 공부상서(工部尙書)로 전임되어, 복주(福州, 안동)로 몽진하는 왕을 호종하였고 목인길(睦仁吉)과 함께 복주의 군사를 나누어 거느리고 행궁(行宮)을 숙위하였다. 공민왕 11년(1362년)에 해주목사(海州牧使)로 나갔다가 어머니 상(喪)을 당하였는데, 그 이듬해에 기복(起復)하여 예의판서(禮儀判書)에 임명되었다가 곧이어 검교밀직부사(檢校密直副使)가 되었으며, 홍건적을 격퇴한 공으로 1등에 녹선(錄選)되었다.
공민왕 21년(1372년)에 자리에서 물러날 것을 간청하였고, 우봉현(牛峯縣)에서 살았다. 우왕(禑王) 원년(1375년)에 용성군(龍城君)에 봉해졌다. 우왕 5년(1379년)에 나이 들어 고향 용진(龍津)으로 돌아가고자 했는데, 막내아들 조인옥(趙仁沃)이 따라가려고 하자 "우리 가문이 위태로운 시절을 만나 선조의 제사를 보전하는 것이 겨우 작은 터럭과 같았는데, 현릉(玄陵, 공민왕)의 애정을 과분하게 입어 온 집안이 보전되었으며 지위도 군(君)에 봉해지게 되었다. 너희 형제의 관직도 모두 현달하였으나 100분의 1도 보답한 것이 없었으니 너희들은 늙은 애비를 걱정하지 말고 왕실에 힘쓰는 것을 마치 내 곁에 있는 것과 같게 하여라."라며 말렸다고 한다. 이듬해에 고향 용진에서 사망하였다. 나이 73세.

## 가족
- 증조부 : 조지수(趙之壽) - 한양 조씨 시조
- 조부 : 조휘(趙暉, ?~1273) - 초대 쌍성총관
- 부 : 조양기(趙良琪) - 제2대 쌍성총관
- 모 : 박씨
  - 형 : 조림(趙琳) - 제3대 쌍성총관 
    - 조카 : 조소생(趙小生, ?~1362) - 제4대 쌍성총관
    - 조카 : 조도치(趙都赤)

  - 조돈
  - 처 : 군부인 간성 이씨 - 평리 이홍복(李洪福)의 딸
    - 아들 : 조인벽(趙仁璧, 1330~1393)
    - 아들 : 조인경(趙仁瓊)
    - 아들 : 조인규(趙仁珪)
    - 아들 : 조인옥(趙仁沃, 1347~1396)

  - 제 : 조천주(趙天柱)